# Tablice rejestracyjne na Kubie

## Tablice od roku 2013

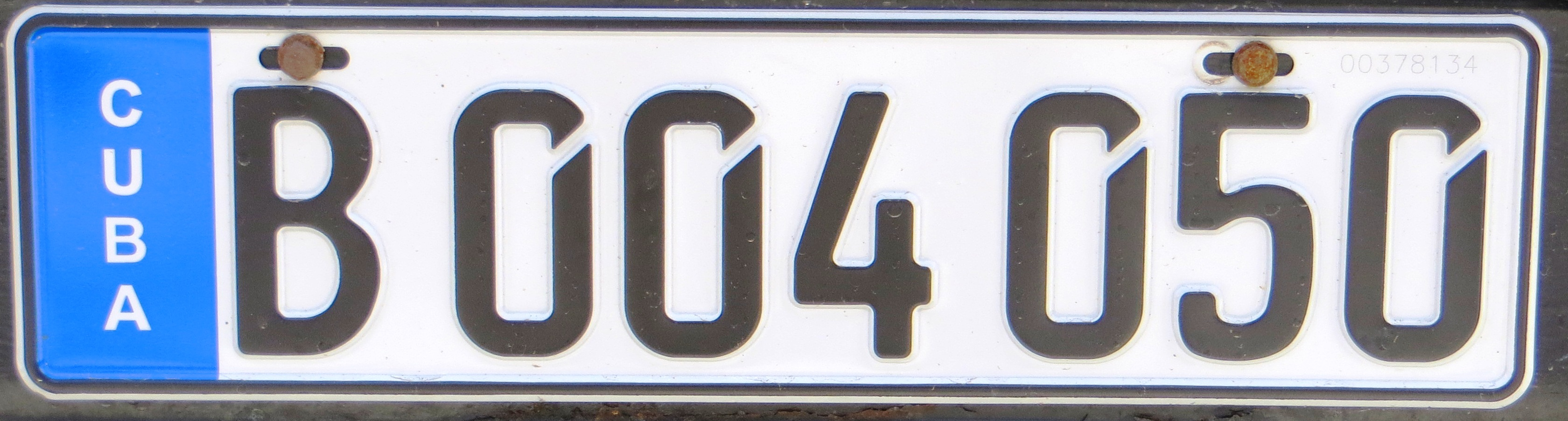
Tablica samochodowa państwowa

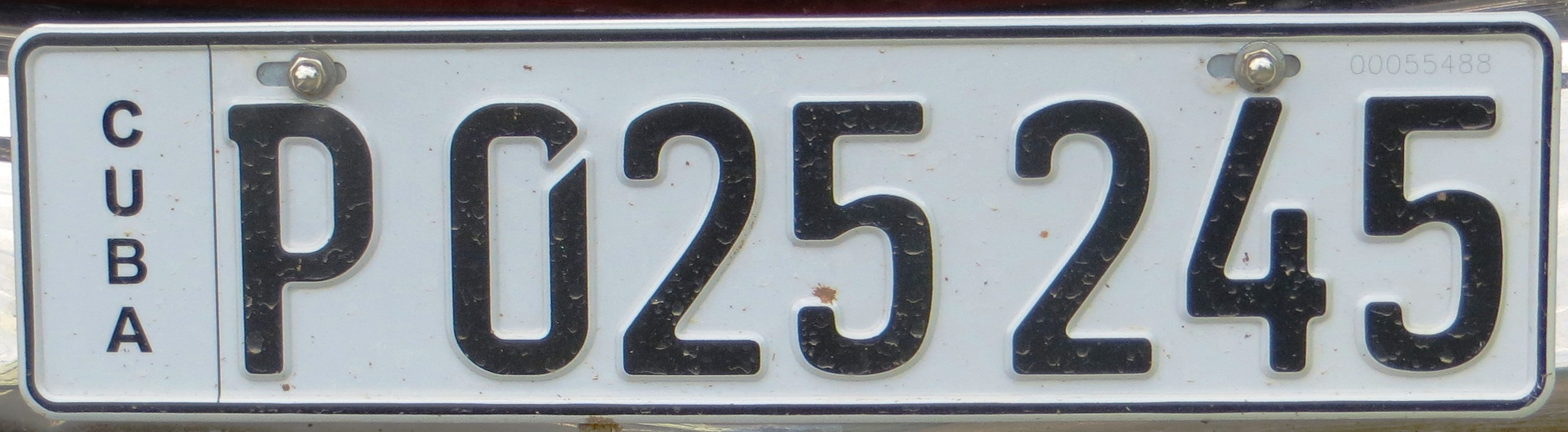
Tablica samochodowa prywatna

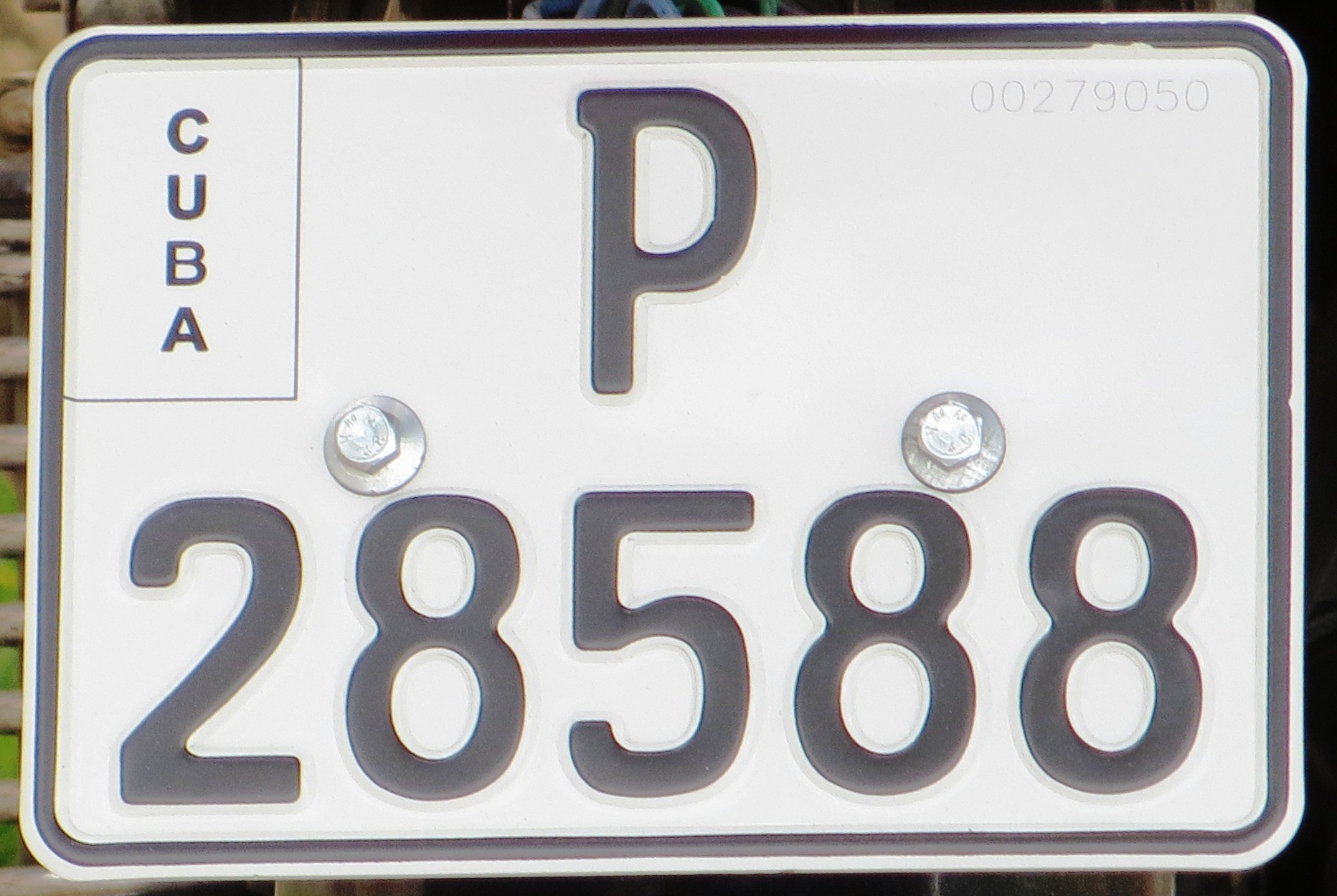
Tablica motocyklowa prywatna

Obecny system tablic rejestracyjnych na Kubie wprowadzono 27 maja 2013 roku. Tablice są utrzymane w stylistyce europejskiej – białe, odblaskowe, z czarnym numerem wytłoczonym czcionką FE-Schrift, a po lewej stronie polem (białym lub niebieskim) z napisem „CUBA”, nawiązującym do tzw. eurobandu. Przynajmniej część tablic wzoru 2013 jest produkowana przez polską firmę UTAL.

### Wymiary tablic
- Tablice samochodowe: 420x110 mm, wysokość liter: 75 mm
- Tablice motocyklowe: 200x140 mm, wysokość liter: 49 mm

### Numeracja
Numer składa się z litery oraz ciągu cyfr: na tablicach samochodowych – sześciu, na motocyklowych – pięciu. W numerze, podobnie jak do roku 1974, nie jest kodowane miejsce rejestracji.
Litera określa właściciela pojazdu:
- Niebieskie pole – pojazdy państwowe:
  - A – pojazdy rządowe
  - B – pozostałe pojazdy państwowe (np. autobusy, taksówki)
  - F – Fuerzas Armadas Revolucionarias (Rewolucyjne Siły Zbrojne)
  - K – przedsiębiorstwa zagraniczne
  - M – Ministerio del Interior (Ministerstwo spraw wewnętrznych)
  - T – pojazdy wypożyczane turystom

- Białe pole – pojazdy prywatne:
  - C – korpus konsularny
  - D – korpus dyplomatyczny
  - E – personel administracyjny i techniczny placówek dyplomatycznych
  - P – pojazdy prywatne

## Tablice z lat 2002-2013

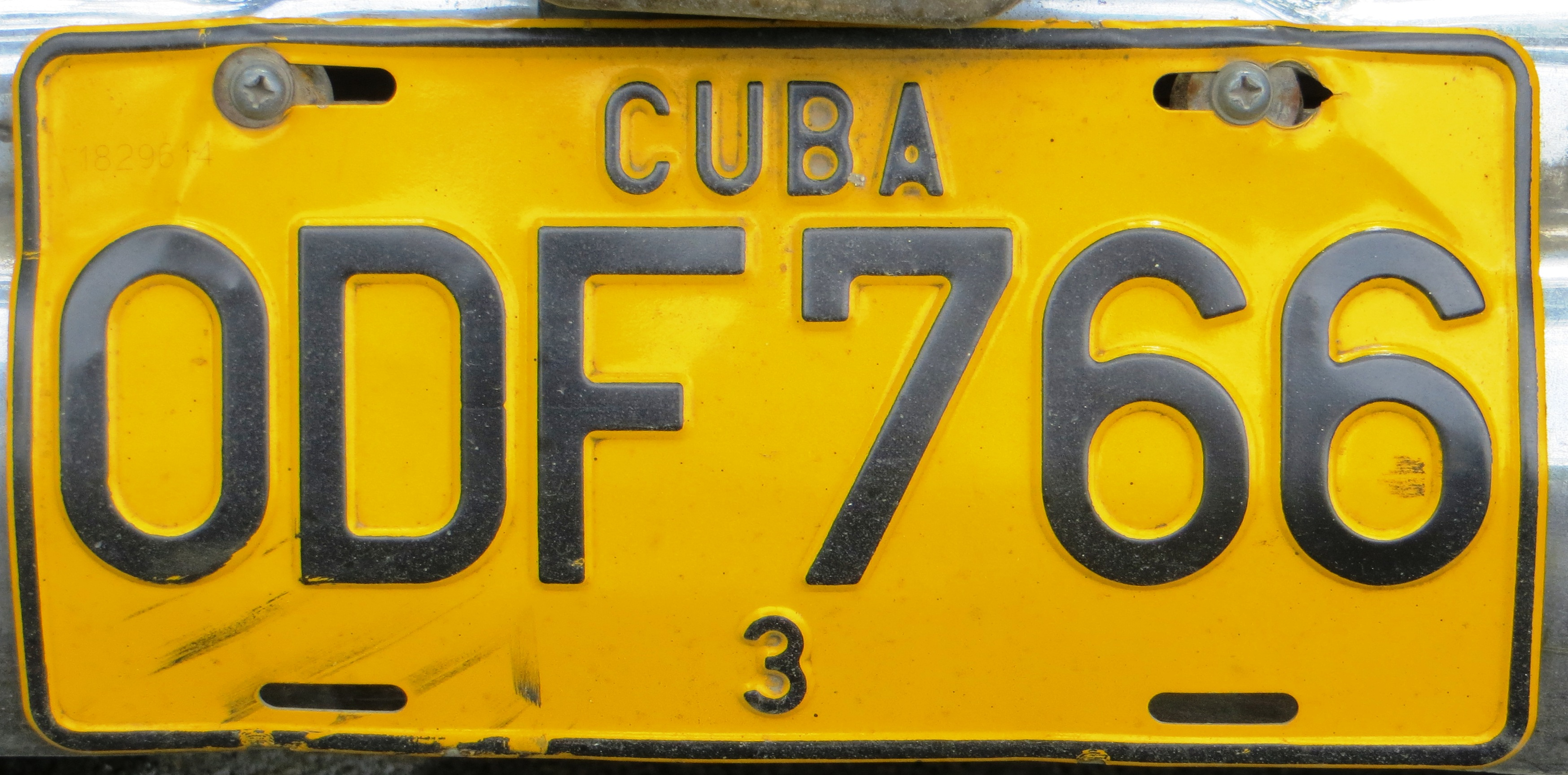
Tablica prywatnego samochodu osobowego

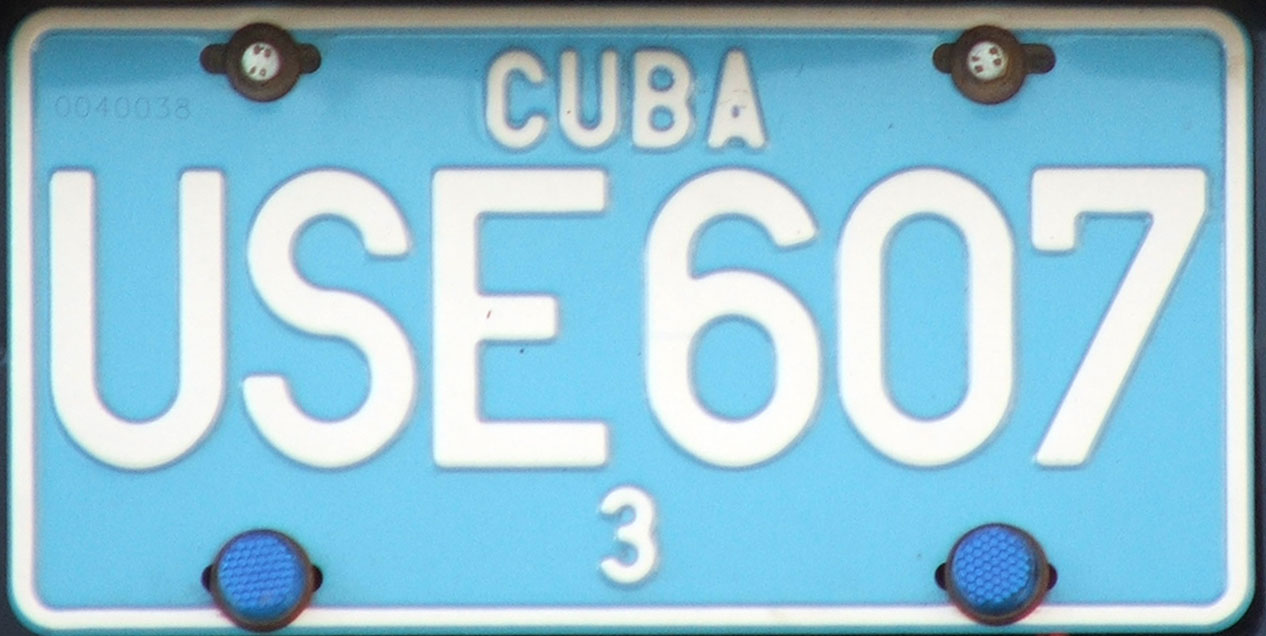
Tablica państwowego samochodu osobowego

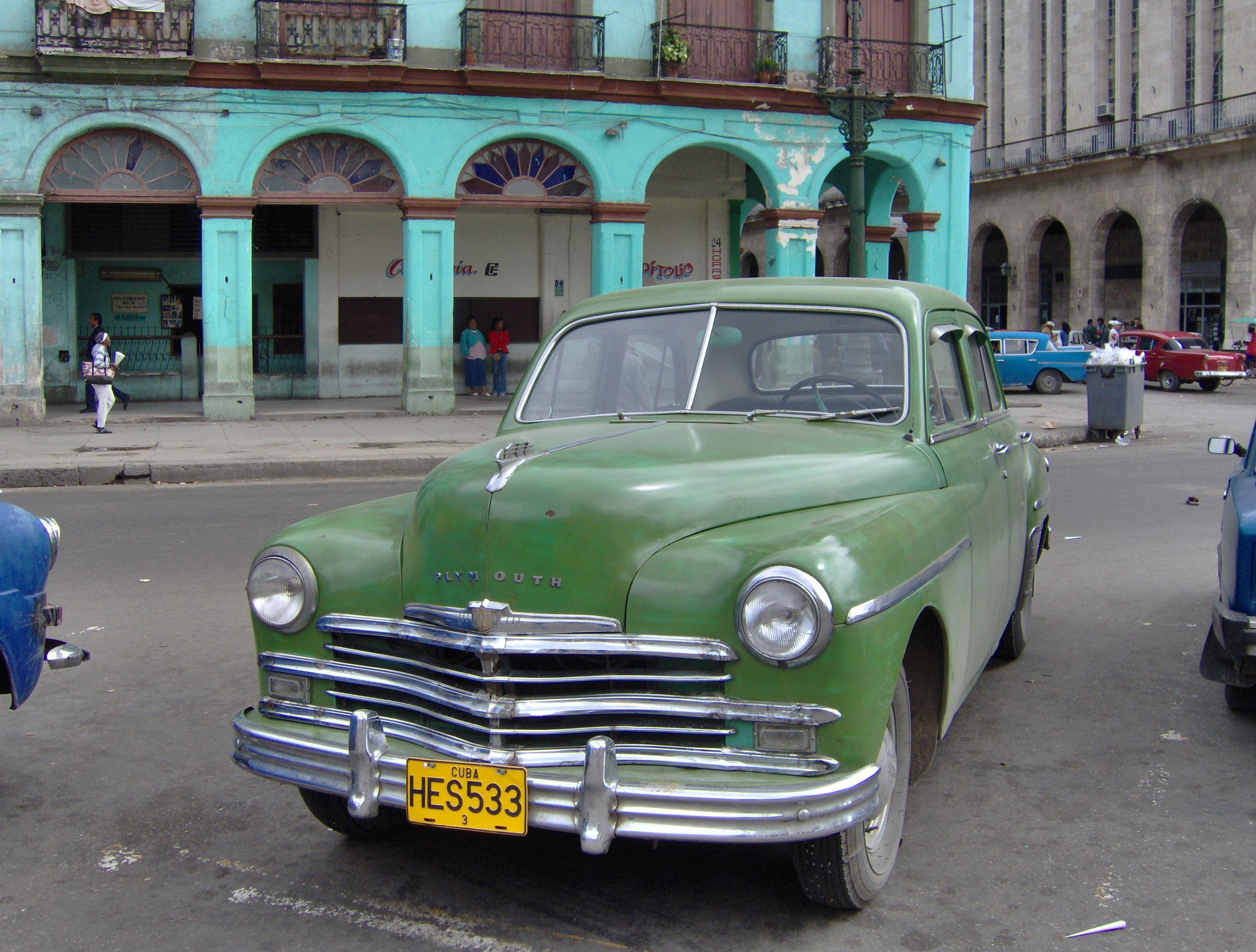
Samochód z tablicą prywatną na ulicach Hawany

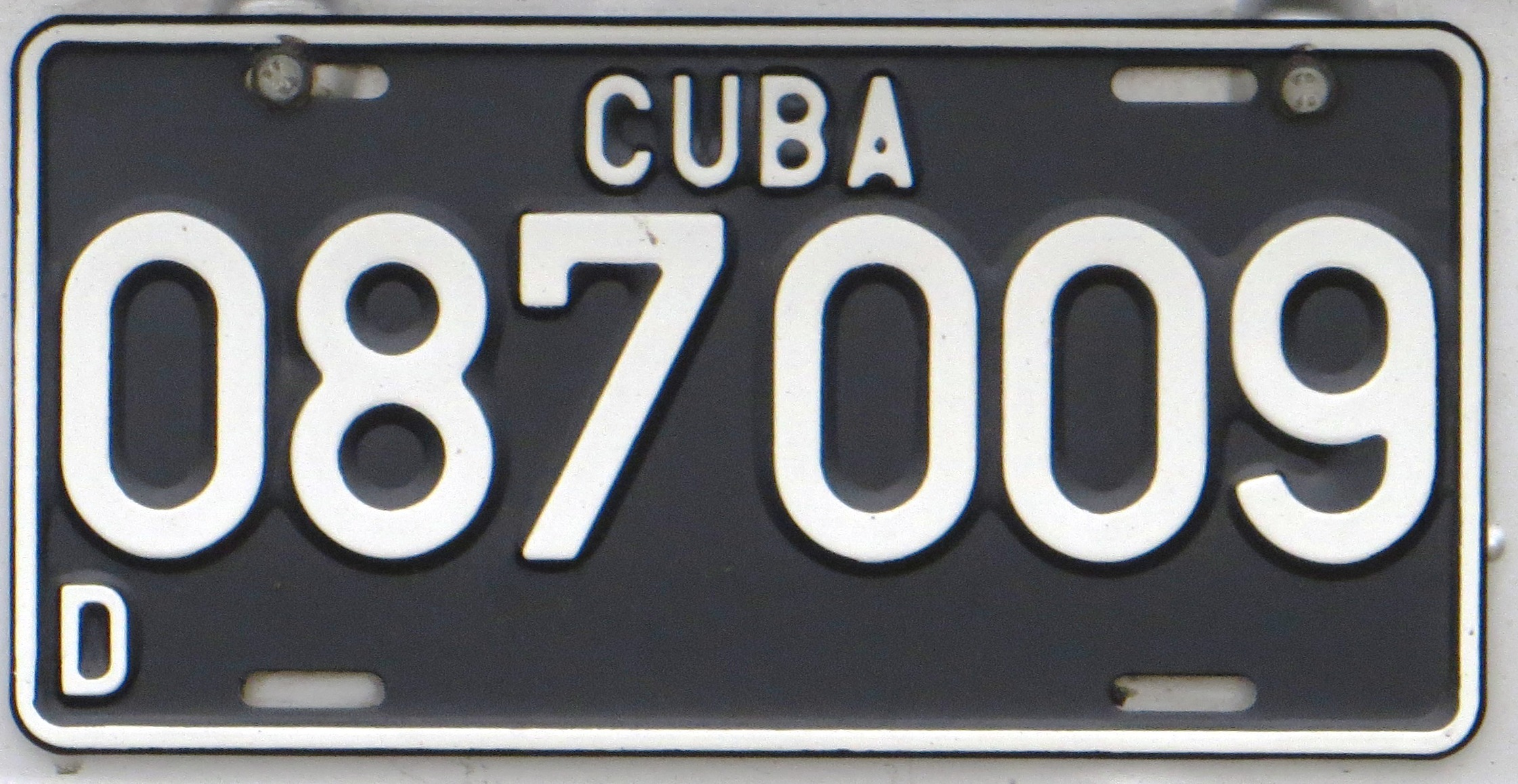
Tablica samochodowa dyplomatyczna

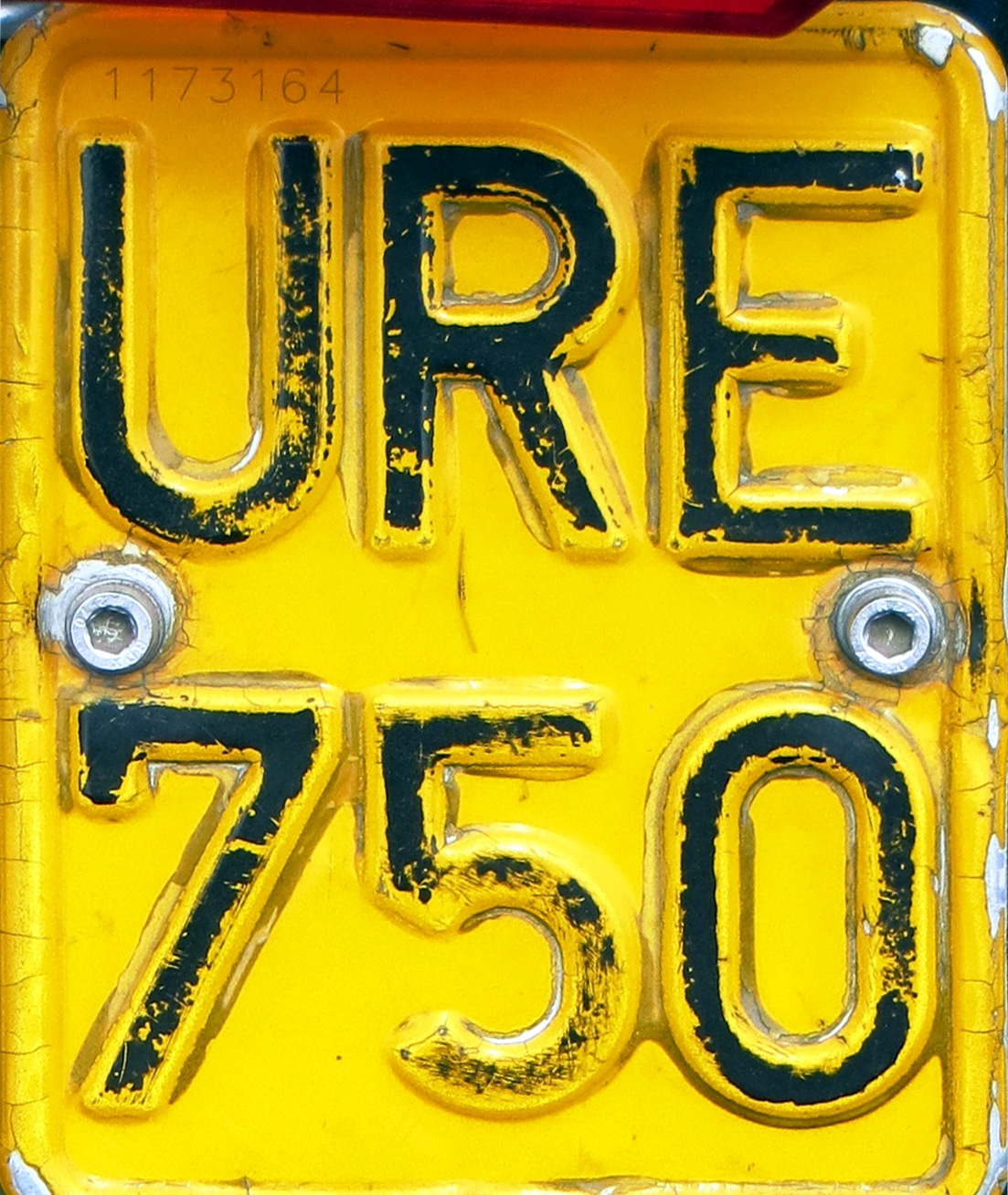
Tablica motocyklowa prywatna

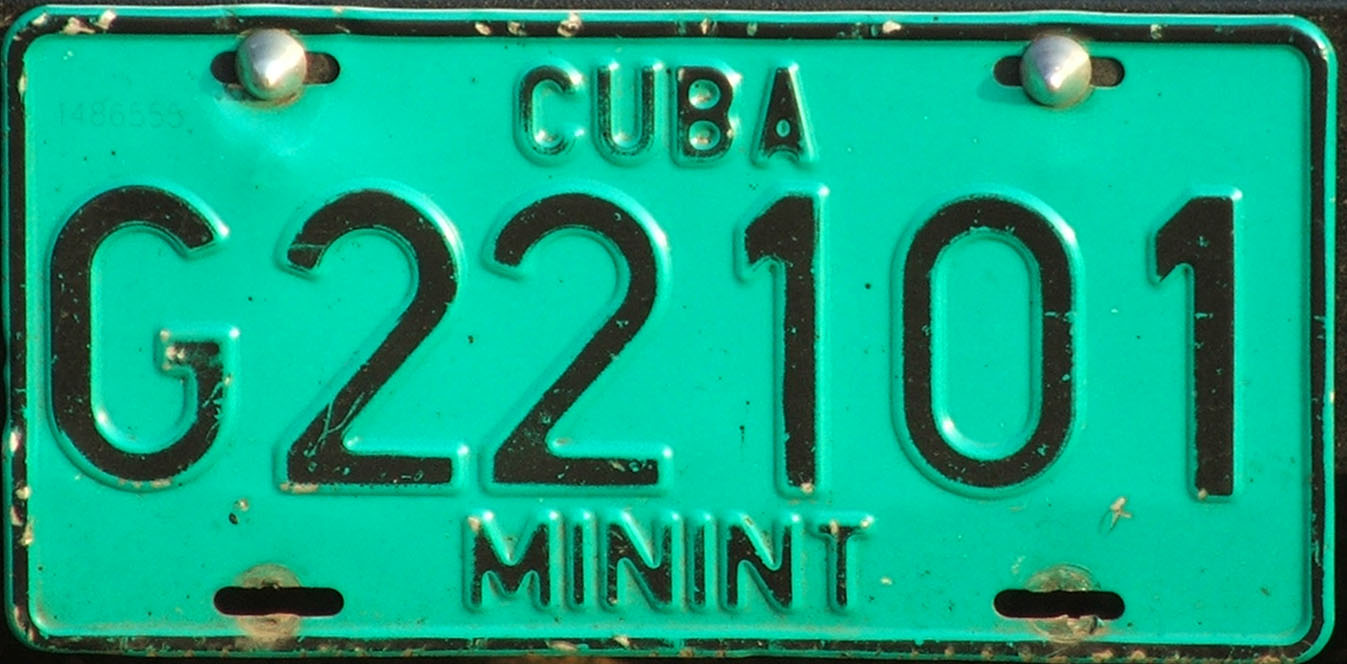
Tablica dla pojazdów ministerstwa spraw wewnętrznych

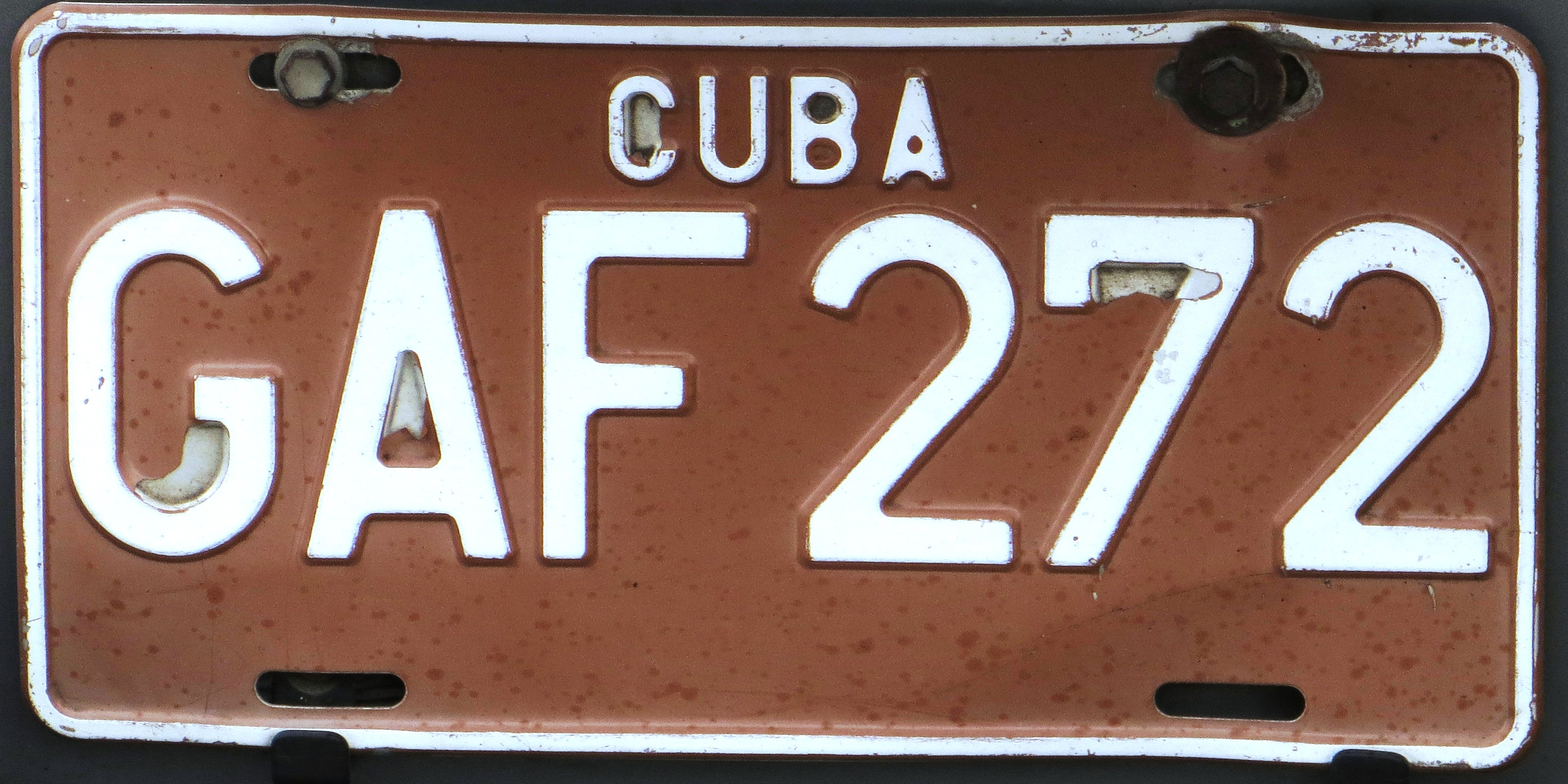
Tablica dla pojazdów administracji państwowej

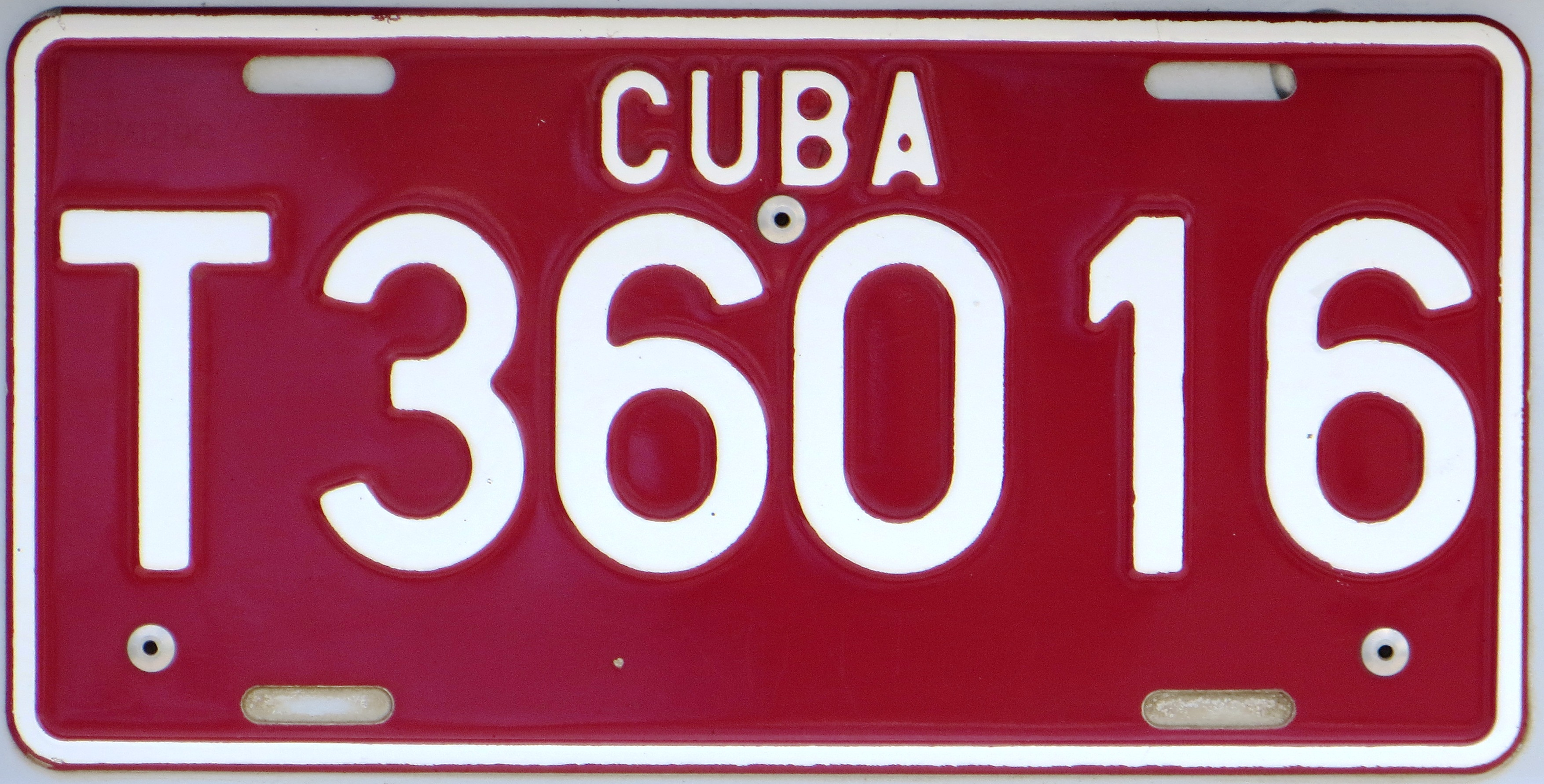
Tablica pojazdów dla turystów

Tablice wzoru 2002 utrzymane były w stylistyce amerykańskiej – z napisem „CUBA” nad sześcioznakowym numerem i czterema otworami montażowymi. Tablice wykonywane były przez niemiecką firmę UTSCH.

### Wymiary tablic
- Tablice samochodowe: 304x152 mm, wysokość liter: 70 mm
- Tablice motocyklowe: 118x153 mm, wysokość liter: 50 mm

### Numeracja i znaczenie liter
Numery składały się z sześciu znaków. Pierwsza litera oznaczała miejsce rejestracji:
- A – prowincja Ciego de Ávila
- B – prowincja Hawana, od roku 2010 prowincje Artemisa i Mayabeque
- C – prowincja Camagüey
- F – prowincja Cienfuegos
- G – prowincja Granma
- H – miasto Hawana
- I  – Isla de la Juventud
- M – prowincja Matanzas
- N – prowincja Guantánamo
- O – prowincja Holguín
- P – prowincja Pinar del Río
- S – prowincja Sancti Spíritus
- T – prowincja Las Tunas
- U – prowincja Santiago de Cuba
- V – prowincja Villa Clara

Zestawienie drugiej litery (w jednym przypadku drugiej i trzeciej) i koloru tablicy określało właściciela pojazdu:
| Kolory  | Druga litera  | Znaczenie                                                                         |
| ------- | ------------- | --------------------------------------------------------------------------------- |
| AAA 245 | A             | najważniejsze instytucje państwowe                                                |
| HAB 245 | A             | niższe szczeble administracji państwowej                                          |
| HBM 245 | BM            | spółdzielnie; pod numerem napis "COOPERATIVA"                                     |
| HGS 245 | D, E, F, G, H | pojazdy prywatne                                                                  |
| HKT 245 | K             | pojazdy cudzoziemców                                                              |
| HKA 245 | K             | pojazdy zagranicznych firm, dziennikarzy i organizacji religijnych                |
| HRF 390 | R             | motocykle prywatne                                                                |
| HSS 245 | S, T, U, V, W | samochody państwowe                                                               |
| HZB 492 | Y, Z          | motocykle prywatne                                                                |
| 081 016 | –             | pojazdy dyplomatyczne                                                             |
| H 0196P | –             | tablice tymczasowe; ostatnia litera zawsze P (provisional)                        |
| T 01358 | –             | tablice pojazdów wypożyczanych turystom; pierwsza litera zawsze T (turismo)       |
| A 00136 | –             | tablice Rewolucyjnych Sił Zbrojnych; pod numerem napis "FAR"                      |
| A 0081R | –             | tablice przyczep Rewolucyjnych Sił Zbrojnych; ostatnia litera zawsze R (remolque) |
| H 00136 | –             | tablice ministerstwa spraw wewnętrznych; pod numerem napis "MININT"               |

Na tablicach żółtych, pomarańczowych i niebieskich widniała pod numerem mała cyfra:
- 0 – ?
- 1 – autobus
- 2 – samochód ciężarowy
- 3 – samochód osobowy
- 4 – samochód dostawczy
- 5 – pick-up
- 6 – przyczepa
- 7 – samochód terenowy
- 8 – tę cyfrę pominięto
- 9 – mikrobus

Na tablicach dyplomatycznych litera w lewym dolnym rogu bliżej określała właściciela pojazdu:
- C – korpus konsularny
- D – korpus dyplomatyczny
- E – personel administracyjny i techniczny placówek dyplomatycznych

## Tablice z lat 1978-2002

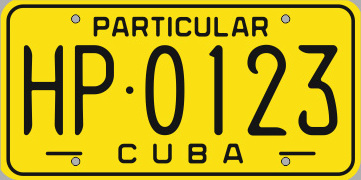
Rysunek tablicy samochodowej prywatnej z początkowego okresu

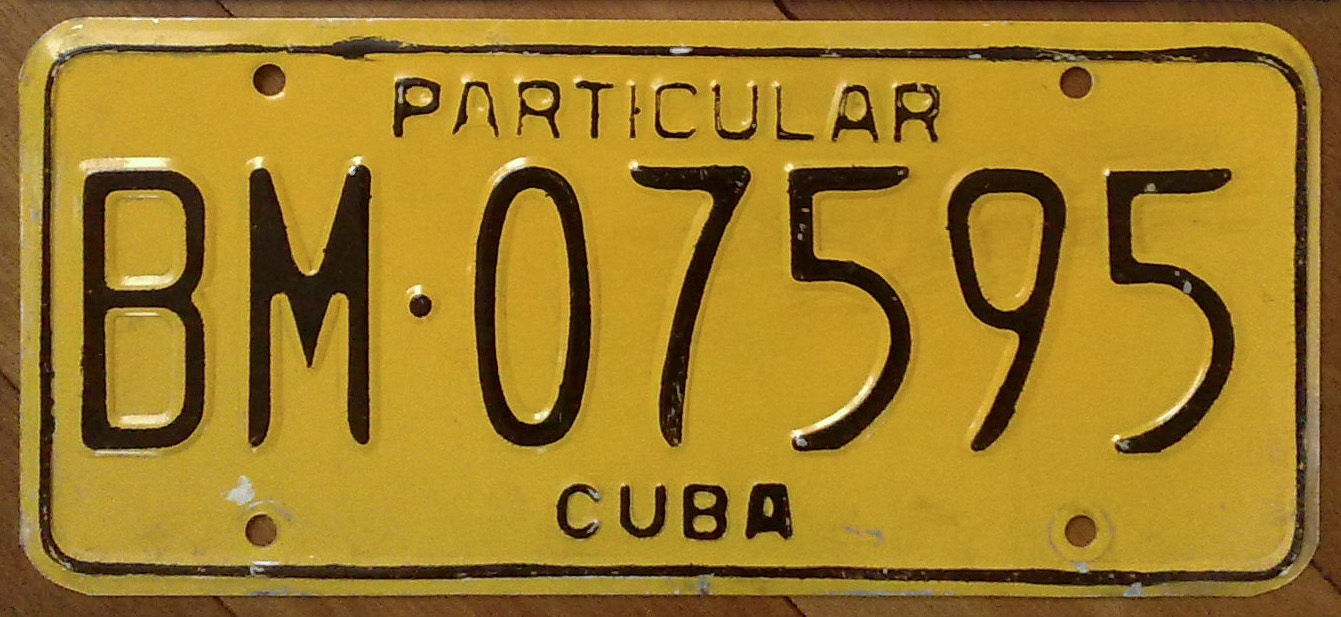
Tablica samochodowa prywatna, późniejszy wzór

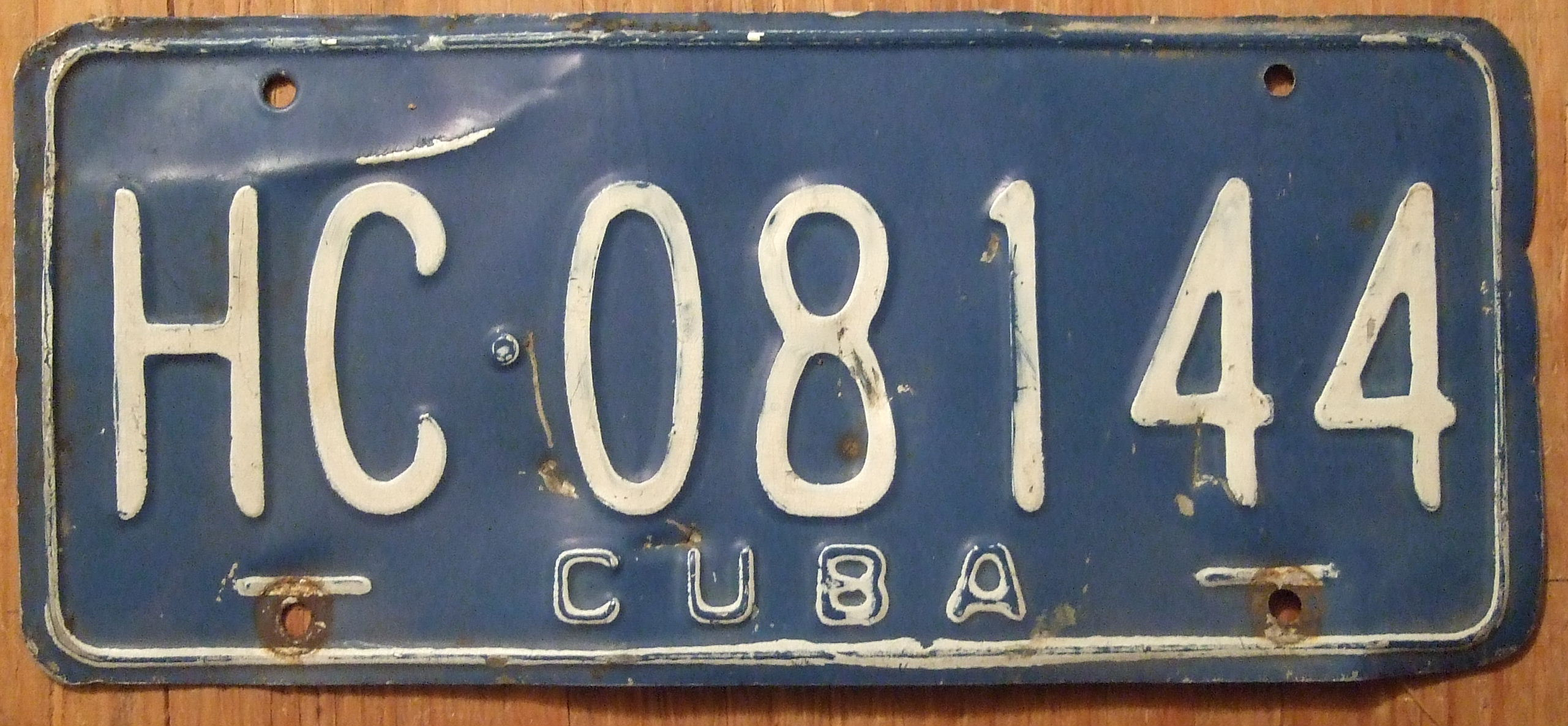
Tablica samochodowa państwowa

Tablice wzoru 1978 kontynuowały styl z końca lat pięćdziesiątych (krój liter i cyfr napisów oraz sposób wykończenia). Tablice samochodowe początkowo odpowiadały wielkością tablicom amerykańskim; po około dziesięciu latach, by zwiększyć liczbę możliwych kombinacji, wydłużono numery, a wraz z nimi – całe tablice.

### Wymiary tablic
- Tablice samochodowe 6-znakowe: 12x6 cali, wysokość liter: 3 cale
- Tablice samochodowe 7-znakowe: 14x6 cali, wysokość liter jw.
- Tablice motocyklowe: 6x5 cali, wysokość liter 1,5 cala

### Numeracja i znaczenie liter
Numery składały się początkowo z sześciu znaków, później rozszerzono je o dodatkową cyfrę. Pierwsza litera, podobnie jak w tablicach wzoru 2002, oznaczała miejsce rejestracji (poniżej), druga zaś określała rodzaj pojazdu.
- A – prowincja Ciego de Ávila
- B – prowincja Hawana
- C – prowincja Camagüey
- F – prowincja Cienfuegos
- G – prowincja Granma
- H – miasto Hawana
- I  – Isla de la Juventud
- M – prowincja Matanzas
- N – prowincja Guantánamo
- O – prowincja Holguín
- P – prowincja Pinar del Río
- S – prowincja Sancti Spíritus
- T – prowincja Las Tunas
- U – prowincja Santiago de Cuba
- V – prowincja Villa Clara

## Przed rokiem 1978

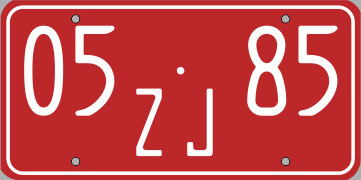
Rysunek tablicy z lat 1974-1978

### 1974-1978
W tych latach numery rejestracyjne składały się z dwóch par cyfr i pary liter, z których pierwsza oznaczała jedną z sześciu prowincji. Tablice te występowały w wielu kolorach.

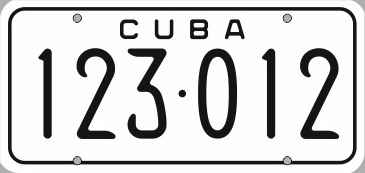
Rysunek tablicy z lat 1962-1974

### 1962-1974
W roku 1962 zrezygnowano z copółrocznej wymiany tablic i ustalono schemat sześciocyfrowy na białym tle. W numerze nie było kodowane miejsce rejestracji.

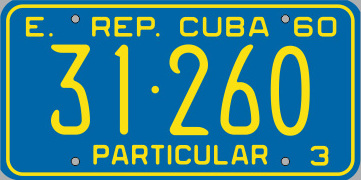
Rysunek tablicy z pierwszej połowy roku 1960

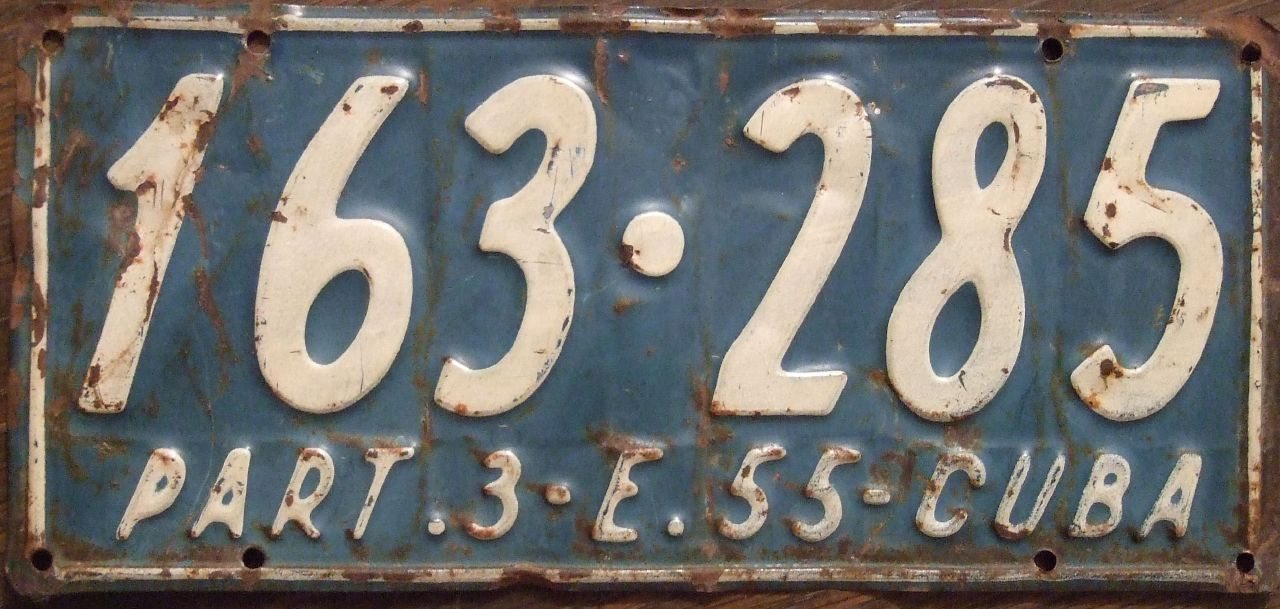
Tablica z pierwszej połowy roku 1955

### Do 1962
Od końca lat dwudziestych do 1962 roku numery składały się z samych cyfr, a tablice wymieniano (w celu odnowienia rejestracji) co pół roku. Litera E (enero – styczeń) lub J (julio – lipiec) wskazywała, na którą połowę podanego roku wydano tablicę. Dla łatwiejszego odróżnienia tablice na poszczególne okresy różniły się kolorystyką.